# Wunschpunsch, a varázskoktél
A Wunschpunsch, a varázskoktél (eredeti cím: Wounchpounch) német–francia–kanadai televíziós rajzfilmsorozat, amit Magyarországon a Fox Kids vetített le. A sorozat 1999–2000-ben készült Michael Ende A sátánármányosparázsvarázspokolikőrpuncspancslódítóbódítóka c. regénye alapján, Philippe Amador rendezésében. A maga a regény cselekményét a sorozat legelső epizódjában dolgoztak fel.
A sorozat nem csak Magyarországon lett népszerű, hanem a hazájában[pontosabban?] is, így a tervezett 1. évad mellé készült egy 2. évad is. Összesen 52 epizód született meg, de Magyarországon az első évad után nem minden részt vetítettek a második évadból.

## Cselekmény
Bogaras úr megbízza Hárpiát és Tutyimutyit, hogy gonosz varázslatokat hozzanak létre és ezzel átkot sújtsanak Megalopolis népességére. Maurizio, és Jákob tesznek azért, hogy 7 órán belül megtörjék az átkot az Állatok Nagytanácsa segítségével.

## Szereplők
| Szereplő                           | Eredeti hang | Eredeti hang      | Magyar hang       | Leírás |
| Szereplő                           | Németül      | Franciául         | Magyar hang       | Leírás |
| ---------------------------------- | ------------ | ----------------- | ----------------- | --- |
| Maurizio                           | ?            | Franck Tordjman   | Seszták Szabolcs  | TutyiMutyi bácsi macskája. Ő és Jákob töri meg a varázslók gonosz varázslatait. Állítása szerint, lovagi családban született, s kiváló kamaraénekes. Szeret enni, nagyon beképzelt, jó barátja Kip Cosay. |
| Jákob                              | ?            | Patrice Dozier    | Csuja Imre        | Hárpia néni idős hollója, aki az eredeti könyvben Krakél Karesz nevét viselte. Legtöbbször ő jön rá, a Noé nénje által szavalt versek értelmére, temérdek szeretője van az idős kora ellenére. A könyvben említés is esik némelyikükről (Klára, Elvira, Ramóna). |
| Tutyimutyi                         | ?            | Philippe Catoire  | Varga T. József   | Gonosz varázsló, Hárpia néni unokaöccse. Ódivatú, nem szereti a Hárpia néni által kifejlesztett modernebb készülékeket. Legtöbbször varázsitalokat kotyvaszt, ő jön rá a Wunschpunsch receptjére is. Az eredeti könyvben Dr. Lidérczy Belzebub nevet hordta. |
| Hárpia                             | ?            | Brigitte Virtudes | Kocsis Mariann    | Gonosz boszorkány. Közel 300 éves, de még mindig fiatalosan jár, a modern gépek megszállottja. Ki nem állhatja Bogaras parancsait. az eredeti könyvben Tyrannja Vampiria néven szerepelt. |
| Bogaras                            | ?            | Joël Martineau    | Melis Gábor       | Pokoli megbízott, boszorkányság-felügyelő és varázslóellenőr. Mindig gonosz parancsokat ad, a gonosz, de idétlen varázslóknak, s ha nem sikerül, átváltoztatja őket valamilyen tárggyá, állattá, növénnyé. Bogaras sohasem jön rá, hogy miért szűnnek meg a varázslatok, s ilyenkor legtöbbször Tutyimutyi és Hárpia hibájának véli a dolgokat. A teljes neve az első évadban Mocskolandusz Bogaras, a további évadokban Mocskolandusz T. Bogaras, az eredeti könyvben Átkos Ákos; nincs rá utalás, hogy bogár lenne. |
| Blöff polgármester úr              | ?            | ?                 | Kardos Gábor      | A város igazgatója. Mindig ostobaságokat ígér, ami irritálja Barbara Bablát. Az epizódok végén, (már amelyikben szerepel) általában rájön tévedéseire. |
| Barbara Babla / Locsi Fecsi Lópofi | ?            | ?                 | Mics Ildikó       | Hablatyoló bemondónő. Mindig harsogva beszél, eltoldja a szavakat, ostobaságokat mond. |
| Mr. Cosay                          | ?            | Joël Martineau    | Bolla Róbert      | A Cosay család feje. Együtt tanult Tutyimutyi bácsival. Ki nem állhatta Tutyimutyi bácsit. |
| Mrs. Cosay                         | ?            | Marion Game       | Grúber Zita       | Cosay úr neje. Mindig aggódik mindenkiért, jószívű, kedves nő, mélységesen elítéli a varázslókat. |
| Kip Cosay                          | ?            | Fily Keita        | Molnár Levente    | Egy meglehetősen furcsa kisfiú. Maurizio barátja, mindig friss étellel látta el a macskát. Furcsa elképzelései vannak, hamar dühbe gurul. |
| Kelly Cosay                        | ?            | Brigitte Virtudes | Molnár Ilona      | Egy meglehetősen furcsa kamaszlány. Állandóan háborúzik az öccsével, hamar hisztit csap. |
| Noé nénje                          | ?            | Marion Game       | Kassai Ilona      | Egy öreg teknős, aki az Állatok Nagytanácsát vezeti. Mindig verseket ír, melyek segítségével megtörhető a Wunschpunch hatása. |
| Szent Szilveszter                  | ?            | ?                 | ?                 | Az első epizódban, s a regényben szereplő szent, aki segíti megtörni a varázsital hatását. |
| A Gonosz Nagybácsi                 | ?            | ?                 | Dobránszky Zoltán | Tutyimutyi meglehetősen hisztérikus öregedő nagybátyja, aki jeles varázslótudománnyal rendelkezik. amikor egy varázsital erejéig megjelenik, alaposan felkavarja a varázslók életét. |
| Bogarasné                          | ?            | ?                 | ?                 | Bogaras különleges felesége, aki Hárpia pártjára áll, mikor a varázslók kotyvaléka, a férfiakat, s az asszonyokat egymás ellen uszítja. |
| A halloweeni tréfák szelleme       | ?            | ?                 | ?                 | Egy kölyöklélek, amelyet Cosay úr a megmaradt varázserejéből fejleszt ki, hogy megtréfálja Tutyimutyiékat. Ez a szellem, nem csak a varázslókat, de Maurizióékat is kikészíti. |
| Sajtfaló ezredes                   | ?            | ?                 | Bartucz Attila    | Az Állatok Nagytanácsába tartozó egér, ezredes, Maurizio és Jákob jó barátja, segít nekik megtörni egy-egy varázslatot. |
| A Télapó                           | ?            | ?                 | Kardos Gábor      | A Télapó sorozatbéli alakja, megegyezik a gyermekmesék szereplőjével, aki Mikulás napján látogat el a gyerekekhez. |

## Epizódok
| #            | Magyar cím                    | Eredeti cím                   |
| ------------ | ----------------------------- | ----------------------------- |
|              |                               |                               |
| ELSŐ ÉVAD    |                               |                               |
|              |                               |                               |
| 01.          | Örökzöldek őrültködnek        | Plant Panic                   |
|              |                               |                               |
| 02.          | Tükörkép átok                 | Double Trouble                |
|              |                               |                               |
| 03.          | Rettenetes karácsony          | Worst Noel                    |
|              |                               |                               |
| 04.          | Tékozló Ifjúság               | Terrible Toddlers             |
|              |                               |                               |
| 05.          | Színtelen Szertelenség        | Colorless Chaos               |
|              |                               |                               |
| 06.          | Most Jöttünk Le a Falvédőről  | Off the Walls                 |
|              |                               |                               |
| 07.          | Mars Vissza az Őskorba        | Prehistorical Populace        |
|              |                               |                               |
| 08.          | Nagy Lábon Élünk              | Big Feet                      |
|              |                               |                               |
| 09.          | Tutyimutyi Király Nénikéje    | The King's Aunt               |
|              |                               |                               |
| 10.          | Szerkezetek szövetsége        | Appliance Alliance            |
|              |                               |                               |
| 11.          | Az Óriás Rovarok Inváziója    | Invasion of the Giant Insects |
|              |                               |                               |
| 12.          | Ábrándozás az Élet megrontója | Wishful Thinking              |
|              |                               |                               |
| 13.          | ?                             | The Beastie Brew              |
|              |                               |                               |
| 14.          | ?                             | Once Upon a Potion            |
|              |                               |                               |
| 15.          | ?                             | Car Wars                      |
|              |                               |                               |
| 16.          | ?                             | The Wild Wild Pets            |
|              |                               |                               |
| 17.          | ?                             | Wacky Weather                 |
|              |                               |                               |
| 18.          | ?                             | Lost Spell                    |
|              |                               |                               |
| 19.          | Szemétdombon innen és túl     | Poubelle and Back             |
|              |                               |                               |
| 20.          | ?                             | Sand Witch                    |
|              |                               |                               |
| 21.          | ?                             | Bubonic Plague                |
|              |                               |                               |
| 22.          | ?                             | Ghost Town                    |
|              |                               |                               |
| 23.          | ?                             | You Must Be Joking            |
|              |                               |                               |
| 24.          | ?                             | By a Hair's Breadth           |
|              |                               |                               |
| 25.          | ?                             | Goin' Garbanzo                |
|              |                               |                               |
| 26.          | ?                             | Night of Wishes               |
|              |                               |                               |
| MÁSODIK ÉVAD |                               |                               |
|              |                               |                               |
| 27.          | ?                             | Life with Maggot              |
|              |                               |                               |
| 28.          | ?                             | Let's Break a Deal            |
|              |                               |                               |
| 29.          | ?                             | Slowly But Surely             |
|              |                               |                               |
| 30.          | ?                             | Gloom With a View             |
|              |                               |                               |
| 31.          | ?                             | Mayor For a Day               |
|              |                               |                               |
| 32.          | ?                             | Good For Nothing              |
|              |                               |                               |
| 33.          | Táncoló cipők                 | Fancy Footwork                |
|              |                               |                               |
| 34.          | ?                             | Shadow of a Doubt             |
|              |                               |                               |
| 35.          | ?                             | Nice Wizards                  |
|              |                               |                               |
| 36.          | ?                             | Inspector Maggot              |
|              |                               |                               |
| 37.          | ?                             | Vanity Spell                  |
|              |                               |                               |
| 38.          | ?                             | Drop Me a Line                |
|              |                               |                               |
| 39.          | Boldogságot nem lehet venni   | Money Can't Buy Happiness     |
|              |                               |                               |
| 40.          | ?                             | Happy Valentine               |
|              |                               |                               |
| 41.          | ?                             | Simply Irresistible           |
|              |                               |                               |
| 42.          | ?                             | Ty-me Travel                  |
|              |                               |                               |
| 43.          |                               | The Great Escape              |
|              |                               |                               |
| 44.          | Ragadós veszekedés            | Two Cute                      |
|              |                               |                               |
| 45.          | ?                             | Quiz the Wizard               |
|              |                               |                               |
| 46.          | ?                             | Achoo!                        |
|              |                               |                               |
| 47.          | ?                             | The Big Shrinking Spell       |
|              |                               |                               |
| 48.          | ?                             | Abominable Behavior           |
|              |                               |                               |
| 49.          | ?                             | The Pinocchio Syndrome        |
|              |                               |                               |
| 50.          | ?                             | Perchance to Dream – Not      |
|              |                               |                               |
| 51.          | ?                             | It's a Dog's Life             |
|              |                               |                               |
| 52.          | ?                             | The War of the Sexes          |
|              |                               |                               |